# 鷲竜類
鷲竜類（しゅうりゅうるい、学名：Aetosauria）は、後期三畳紀に生息した、偽鰐類に属する主竜類の分類群。アエトサウルス類（アエトサウルスるい）、アエトサウリア類（アエトサウリアるい）とも呼ばれる。三角形に近い形態を示す頭蓋骨、微小な歯、先端が切り落とされたような上を向いた吻部を特徴とする。吻部の形態はブタにも喩えられる。全長2メートルを超える属も知られるが、あまり大型の動物でない。
系統的に現生のワニに近いものの食性は植物食性、あるいは雑食性であった。吻部を用いて地中の植物を掘り起こして摂食したとする見解があり、この場合鼻は根や塊茎の匂いを嗅ぎ分けることに寄与し、また歯は噛み切りにくい硬い植物の処理に長けたと推察される。四肢はラウイスクス科やオルニトスクス科のような他の偽鰐類の分類群と同じく直立型であり、また四足歩行をした。背部や腹部の全体には四角形の皮骨板が整然と配列しており、これはラウイスクス類のような大型の捕食動物からの防御に役立てられたとされる。また、体には複数のスパイクが存在する。
偽鰐類の内部における系統関係は研究者によって見解が異なり、Brusatte et al. (2010)ではワニ形類に最も近い分岐群として扱われる一方、Nesbitt (2011)ではワニ形類から見てラウイスクス類やポポサウルス類よりも遠縁とされる。下位分類にはアルゼンチンのアエトサウロイデス、スコットランドのスタゴノレピス、同じくスタゴノレピス科に属するアメリカ合衆国のティポソラックスなどの属がいる。
三畳紀全体を通じて存在したパンゲア大陸はその大部分が乾燥していたが、鷲竜類の生息した後期三畳紀においてモンスーン気候が発達しており、一部地域は湿潤環境であった。彼らは陸棲捕食動物であるラウイスクス類のほか、水辺に生息する主竜形類の植竜類や、両生類のメトポサウルス類、プラケリアスなどの獣弓類、初期の恐竜と共存した。鷲竜類をはじめとする偽鰐類はその存続期間に亘って最も優勢な消費者であったが、ワニ形類を除く他の全ての偽鰐類はジュラ紀を迎えることなく三畳紀末の大量絶滅で絶滅した。急激な生態系の変化に耐えられなかったと見られている。